# Pasión (música)
La pasión es un género musical que consiste en la musicalización de un texto relacionado directamente con la pasión y muerte de Cristo. El texto se basa generalmente en alguno de los cuatro evangelios: según San Mateo, Marcos, Lucas o Juan, aunque también puede retomar elementos de los cuatro. En la mayoría de los casos, sin embargo, se presenta la historia tal como aparece en uno de ellos.

## Tipos
Existen diversos tipos de pasiones que se diferencian en sus características formales:
1. Pasiones responsoriales
2. Pasiones motéticas
3. Pasiones oratóricas o concertantes
4. Oratorios de pasión

### Pasiones responsoriales
Se utiliza como base para la composición musical del texto de alguno de los cuatro evangelistas, que es presentado por medio de un solista que alterna con un coro. La narración es presentada por el evangelista, que es el solista principal. Por su parte, los personajes que aparecen en el transcurso de la narración son interpretados por solistas o ensambles a una, dos o tres voces y la turba (los grupos más grandes de personas, como el pueblo, el grupo de sacerdotes, la muchedumbre, etc.) por el coro. Es este el tipo de pasión más antigua.
En muchos casos, aparecen al principio y al final un coro introductorio y un coro final que anuncian el inicio y el fin de la pasión.

### Pasiones motéticas
El texto bíblico relacionado con la pasión de alguno de los evangelios se musicaliza en su totalidad de forma polifónica, incluso la parte de la narración. Al principio y al final de la obra se encuentra un coro de entrada y otro de salida, que únicamente introducen o marcan el final de la misma. Fuera de estos dos coros, el único texto utilizado es el de algún evangelio (o eventualmente la compilación de los cuatro). Siguiendo la tradición del motete, la pasión se divide en varias secciones, que se diferencian entre ellas, porque en cada una se presenta un nuevo motivo o sujeto musical y porque el número de voces cambia. En este sentido, la narración normalmente está musicada a 4 voces, los personajes a 2 o 3 y los coros a 4 o 5. Algunos compositores que escribieron pasiones motéticas fueron: Jacob Obrecht, Leonhard Lechner y Christoph Demantius.

### Pasiones oratorias
A partir de las pasiones responsoriales y por influencia del oratorio, aparecen en el siglo XVII las pasiones oratóricas. En éstas, los cantantes son acompañados por el bajo continuo o por un grupo instrumental u orquesta. Asimismo, se incluyen corales y arias con textos libres, que comentan los sucesos presentados en el texto bíblico. Igualmente se introducen elementos de la ópera y del oratorio, como el recitativo seco y acompañado, las arias da capo, los ariosos, coros y piezas instrumentales. El texto bíblico se presenta normalmente en forma de recitativo seco, es decir, acompañado únicamente por el bajo continuo, mientras alternan el narrador y los personajes. En algunas ocasiones las palabras de Cristo son acompañadas también por cuerdas (Theile, Bach, Telemann). Entre los recitativos secos y las arias, a veces se encuentran recitativos acompañados con textos libres que introducen el contenido de las arias.
La pasión oratórica tiene prácticamente las mismas características musicales que el oratorio y en realidad, es solo una variante del mismo.
Las pasiones oratóricas más importantes son la Pasión según San Juan de Georg Böhm, la Pasión según San Marcos de Reinhard Keiser, diversas pasiones de Telemann (46 en total), pasiones como la Pasión según San Mateo, BWV 244 y la Pasión según San Juan, BWV 245 de Johann Sebastian Bach, las musicalizaciones de la pasión de Barthold Heinrich Brockes por Georg Friedrich Händel, Johann Mattheson, Gottfried Heinrich Stölzel, etc.

### Oratorios de pasión
En el siglo XVIII y XIX aparece un tipo especial de pasión, que no utiliza directamente el texto de alguno de los evangelios, sino solo textos libres relacionados con el sufrimiento y la muerte de Cristo. Su estructura y concepción son relativamente libres y no siguen necesariamente la secuencia de sucesos según las narraciones bíblicas. Tal es el caso del oratorio Der Tod Jesu (La muerte de Jesús) de Carl Heinrich Graun o del Passions-Pasticcio, una compilación con música de Graun, Bach y Telemann, entre otros.

## Historia
La lectura de la Pasión de alguno de los Evangelios durante la Semana Santa existe desde al menos el siglo IV.
En el siglo V el Papa León I el Magno especificó que el evangelio de Mateo fuera usado el Domingo de Ramos y el miércoles siguiente y que el de Juan lo fuera el Viernes Santo, en torno al siglo X Lucas reemplazó a Mateo el miércoles y Marcos fue añadido el Jueves.
La pasión empezó a ser entonada (más bien que solo hablada) en la Edad Media, al menos tan pronto como en el siglo VIII. Hay manuscritos del siglo IX que indican canto interpretativo,y manuscritos posteriores
empiezan a especificar las notas para ser cantada. Por el siglo XIII se usaban diferentes personajes en la narración, una práctica que llegó a ser bastante universal durante el siglo XV, cuando las versiones polifónicas de los pasajes de la turba empezaron a intervenir también (la palabra turba se usa en este caso para indicar cualquier texto en el cual más de una persona hablan simultáneamente).
La fórmula del actual Gradual Romano era la más usada habitualmente, con Cristo cantando en el registro más bajo y Synagogus (que denota no solo al sumo sacerdote, sino a todos los caracteres distintos de Cristo) cantando más alto que el evangelista narrador. En España se utilizó un tono toledano con una parte del evangelista del recto tono (en el mismo tono) en Castilla y un tono zaragozano con un evangelista bajo y un tenor florido interpretaba a en gran parte de Aragón, donde el tono romano también tuvo un punto de apoyo en Valencia.
Al final del siglo XV surgieron los nuevos tipos de pasiones.